# Экспедиция в преисподнюю (фильм)
«Экспедиция в преисподнюю» — фильм режиссёра Терри Каннингема, снятый в 2005 году для канала Sci Fi Channel. Буквальное название фильма — «Спуск».

## Сюжет
Группа учёных проводит опасные эксперименты по достижению новых видов энергии, не подозревая, что за этим стоит военное лобби, ищущее новые типы оружия. В это время доктор Джейк Роллинз, бывший участник проекта, вместе со своими помощниками Блеком и Декером сталкивается с аномальным появлением лавы в местах, где вулканическая активность давно прекратилась.
Так как помимо выбросов лавы начинаются землетрясения, одно из которых разрушает Сиэтл, изучением проблемы начинает заниматься специальный представитель президента США Марша Кроуфорд, что, однако не входит в планы военного куратора проекта генерала Филдинга. Тем не менее они решают привлечь к работе и доктора Роллинза. Комиссия приходит к выводу, что единственным выходом из ситуации является закладка на глубине в несколько километров двух ядерных зарядов, взрыв которых должен привести к смещению тектонических плит. Теперь учёным предстоит спуск на огромную глубину в специально созданной для этого машине…

## В ролях
1. Люк Перри — доктор Джейк Роллинз
2. Натали Браун — Джен
3. Майкл Дорн — генерал Филдинг
4. Рик Робертс — доктор Палмер Дрейк
5. Брэнди Уорд — доктор Карен Вест
6. Мими Кузык  — Марша Кроуфорд
7. Майкл Тиган — Блек
8. Майк Рилба — Декер
9. Адам Фрост — капитан Нейвард
10. Джеймс Доунинг — майор МакЭван
11. Джефферсон Браун — Сет